# Marcus Pupius Piso Frugi Calpurnianus
Marcus Pupius Piso Frugi Calpurnianus (* um 114 v. Chr.) war ein Politiker der späten römischen Republik.
Die Namensform zeigt, dass Piso aus der Familie der Calpurnii Pisones stammte und von einem Pupius adoptiert wurde. Piso erhielt seine Ausbildung als Redner bei Staseas, einem Peripatetiker, und dem berühmten römischen Redner Lucius Licinius Crassus. Er selbst unterrichtete ebenfalls; der einige Jahre jüngere Marcus Tullius Cicero nennt Piso unter seinen Lehrern. Später ließ Cicero Piso als Figur in seinem Dialog De finibus bonorum et malorum auftreten und die peripatetischen Lehren darstellen.
Piso begann seine senatorische Laufbahn (cursus honorum) mit der Quästur im Jahr 83 v. Chr. Er sollte unter dem popularen Consul Lucius Cornelius Scipio Asiaticus dienen, weigerte sich aber.  Wohl 72 v. Chr. war er Prätor. In den folgenden drei Jahren von 71 bis 69 v. Chr. war er Prokonsul in Spanien (wohl der Provinz Hispania ulterior als Nachfolger des Quintus Caecilius Metellus Pius). Für militärische Erfolge dort erhielt er vom Senat einen Triumphzug. Im Jahr 67 v. Chr. gehörte er zu den Legaten mit proprätorischem Imperium, die unter Gnaeus Pompeius Magnus gegen die Piraten vorgingen. Piso fiel dabei das Kommando in der Propontis und am Bosporus zu. Er diente auch in den folgenden Jahren unter Pompeius; für das Jahr 63 v. Chr. wird er als Legat bei der Belagerung Jerusalems genannt.
Im Jahr 62 v. Chr. verlangte Pompeius, die Konsulwahlen für das folgende Jahr zu verschieben, damit sein Legat Piso sich als Kandidat bewerben könne (es ist unklar, ob diese Forderung erfüllt wurde). Piso erlangte das Amt und war zusammen mit Marcus Valerius Messalla Niger Konsul im Jahr 61 v. Chr. Er musste gegen seinen Willen für die Einrichtung eines Spezialgerichts gegen den des Frevels bezichtigten Publius Clodius Pulcher sorgen. Er verlor seine politische Unterstützung und erhielt die  eigentlich angestrebte Provinz Syria nicht. 
Eventuell war Pupius Piso nach Ausbruch des Bürgerkrieges im Jahr 49 v. Chr. wieder Legat des Pompeius und rekrutierte Truppen auf Delos, doch handelte es sich vermutlich um seinen Sohn Marcus Pupius Piso.